# Wieckse
Wieckse was de merknaam van een serie Nederlandse witbieren, die tussen 1990 en 2021 werden gebrouwen door Heineken. Tot 2002 werd Wieckse Witte gebrouwen in Maastricht. Het merk was genoemd naar de Maastrichtse wijk Wyck en gebruikte op zijn etiketten het wapen van die stad. 

## Geschiedenis
In 1857 werd in Maastricht brouwerij De Ridder opgericht, die tot 1982 een familiebedrijf zou blijven. In 1982 werd de brouwerij gekocht door Heineken. Brouwerij De Ridder brouwde op dat moment drie verschillende bieren: Ridder Pils, Ridder Oud Bruin en Ridder Maltezer. 
Heineken besloot eind jaren 80 van de 20e eeuw om twee nieuwe bieren van De Ridder te introduceren: Ridder Bock en Wieckse Witte. Het laatste bier, een lichtgeel troebel bier met een alcoholpercentage van 5,0%, werd geïntroduceerd in 1990 en bleek al snel een succes, mede door de promotie door de studenten van de Maastrichtse Hogere Hotelschool. De vraag werd groter dan het aanbod. Omdat de brouwerij in Maastricht geen mogelijkheid had tot uitbreiding, werd een deel van de productie (met name voor de export) verplaatst naar de trappistenbrouwerij Koningshoeven in Tilburg. 
Nog steeds bleef de vraag toenemen en daarop besloot Heineken eind 2002 het bier voortaan geheel in de eigen brouwerijen te laten brouwen. Hierdoor kwam De Ridder in december van dat jaar leeg te staan. Wieckse Witte werd gebrouwen in Zoeterwoude, Den Bosch en Wijlre (enkel fusten). Het merk bleef wel het wapen van Maastricht (witte ster en engel) en de aanduiding Stadsbrouwerij De Ridder gebruiken. 
Wieckse Witte werd werd later uitgebreid met Wieckse Rosé (2006), Wieckse Witte 0.0%, Wieckse Rosé 0.0% (beide in 2011) en Wieckse Witte Radler 0.0% (vanaf oktober 2013). In maart 2015 werd Wieckse Radler (2.0%) toegevoegd. In 2016 werden Wieckse Witte Radler Ice Tea Green 0,0% en 2,0% en Wieckse Witte Radler Rood Fruit 0,0% geïntroduceerd.
Omdat de vraag naar Wieckse bieren steeds verder terugliep, besloot Heineken om per september 2021 te stoppen met het produceren van alle Wieckse varianten. Dit werd als volgt omschreven door de brouwerij: "Helaas zal er vanaf september 2021 afscheid genomen worden van het Wieckse merk. We investeren in merken die renderen. Helaas hebben we de vraag naar de Wit- en Rosebieren van Wieckse de laatste jaren zien afnemen en de kosten wegen niet meer op tegen de baten. Dit heeft ons doen besluiten om het Wieckse merk vanaf september helaas niet meer aan te bieden, zowel voor de horeca als voor de supermarkten."
Als alternatief werd Affligem Wit aangeraden.

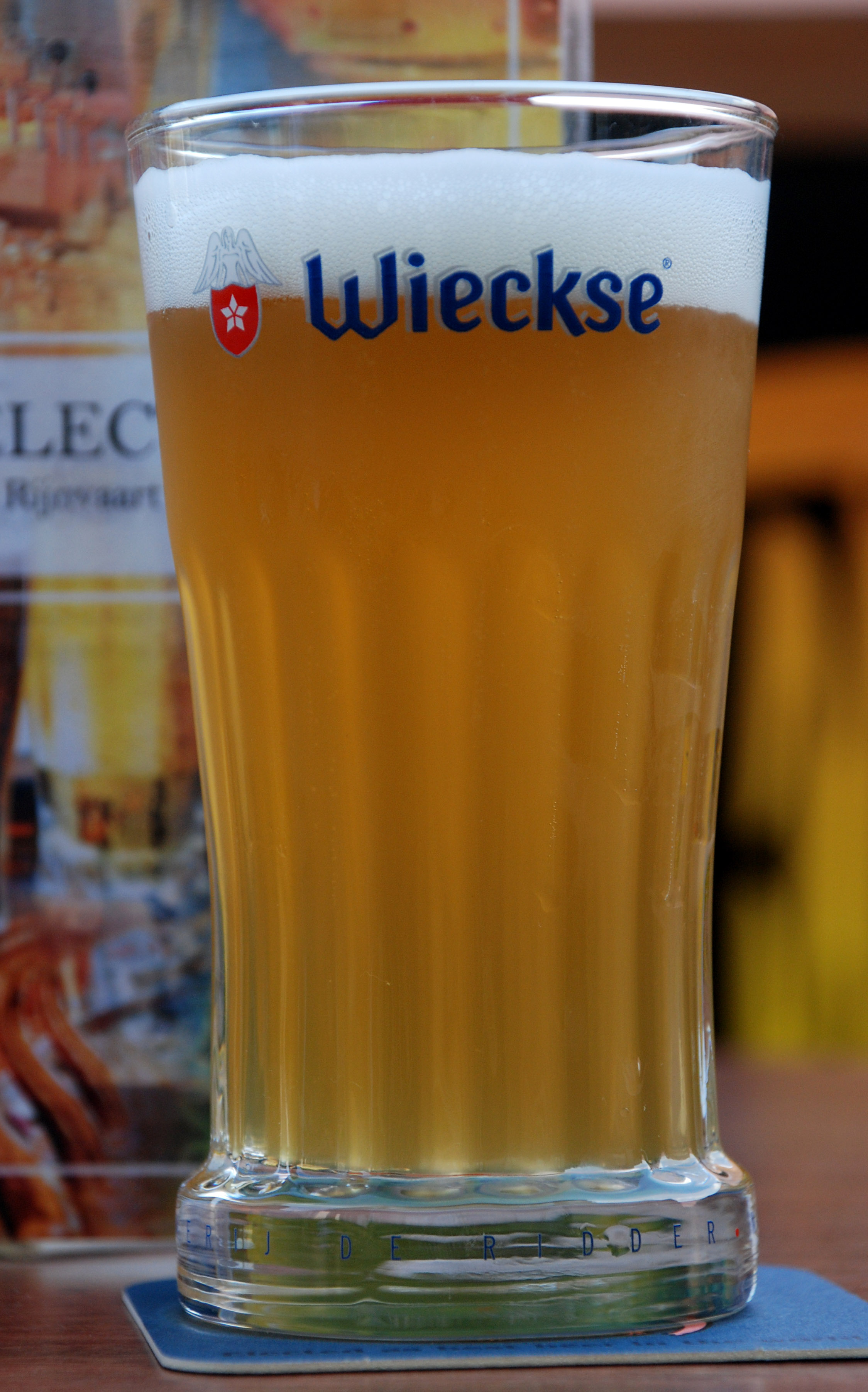
Oud glas Wieckse Witte
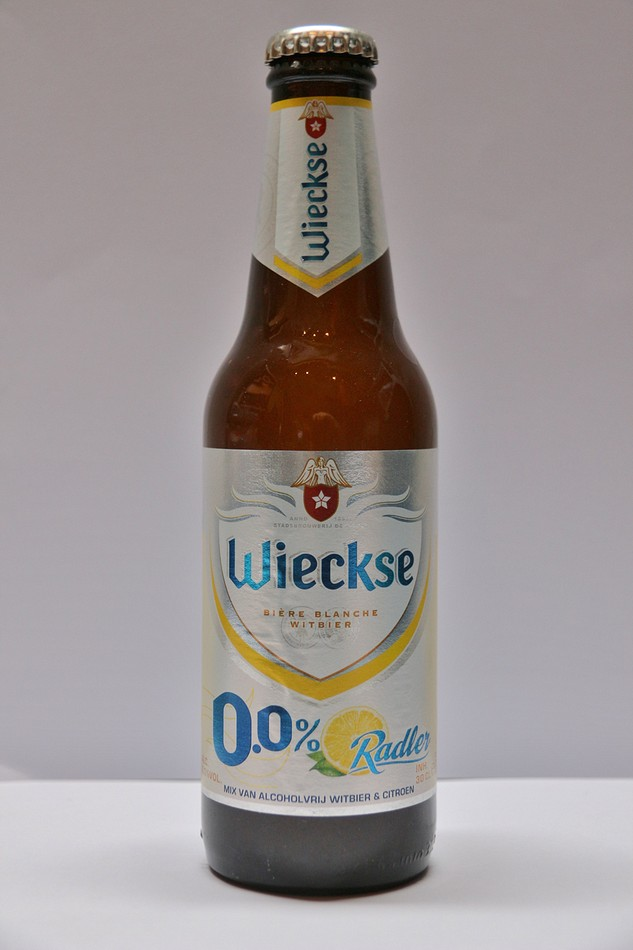
Wieckse Radler 0.0%